# Platylabops haematopus
Platylabops haematopus är en stekelart som beskrevs av Heinrich 1975. Platylabops haematopus ingår i släktet Platylabops och familjen brokparasitsteklar. Inga underarter finns listade i Catalogue of Life.